# Milk and Honey (альбом)
Milk and Honey (рус. Молоко и мёд) — шестой и последний студийный альбом Джона Леннона и Йоко Оно 1984 года, выпущенный уже после убийства музыканта в 1980 г.
Песни, включённые в этот альбом, были записаны в последние месяцы жизни Леннона и в основном являются сессиями для альбома «Double Fantasy» (1980).

## Список композиций
1. «I’m Stepping Out» (Джон Леннон) — 4:06
2. «Sleepless Night» (Йоко Оно) — 2:34
3. «I Don’t Wanna Face It» (Джон Леннон) — 3:22
4. «Don’t Be Scared» (Йоко Оно) — 2:45
5. «Nobody Told Me» (Джон Леннон) — 3:34
6. «O’Sanity» (Йоко Оно) — 1:04
7. «Borrowed Time» (Джон Леннон) — 4:29
8. «Your Hands» (Йоко Оно) — 3:04
9. «(Forgive Me) My Little Flower Princess» (Джон Леннон) — 2:28
10. «Let Me Count the Ways» (Йоко Оно) — 2:17
11. «Grow Old With Me» (Джон Леннон) — 3:07
12. «You’re the One» (Йоко Оно) — 3:56

## Участники записи
- Джон Леннон — гитара, клавишные, вокал
- Йоко Оно — вокал
- Джон Тропи — гитара
- Эрл Слик — гитара
- Говард Джонсон — рог
- Джимми Мэйлен — перкуссия
- Элиотт Рэндэлл — гитара
- Гордон Гроуди — вокал
- Билли Алесси — вокал
- Бобби Алесси — вокал
- Пит Канароцци — синтезатор
- Пол Гриффин — барабаны
- Нил Джейсон — бас
- Артур Дженкинс[англ.] — перкуссия
- Тони Левин — бас-гитара
- Стив Лав — гитара
- Хью Мак-Кракен — гитара
- Уэйн Pedziwiatr — бас
- Джордж Смолл — клавишные
- Питер Том — вокал
- Эд Уолш — клавишные
- Курт Yahjian — вокал

## Чарты
Альбом в 1984 г. занял 3-е место в UK Albums Chart.